# Pilea plataniflora
Pilea plataniflora är en nässelväxtart som beskrevs av Charles Henry Wright. Pilea plataniflora ingår i släktet pileor, och familjen nässelväxter. Inga underarter finns listade i Catalogue of Life.